# Euborellia stali
Euborellia stali är en tvestjärtart som först beskrevs av Carl August Dohrn 1864.  Euborellia stali ingår i släktet Euborellia och familjen Carcinophoridae. Inga underarter finns listade i Catalogue of Life.